# التوأم (مسلسل)
مسلسل مصري من بطولة ليلى علوي، يوسف شعبان، فادية عبد الغني، أبو بكر عزت، محمود الجندي وماجد المصري ومن إخراج مجدي أبو عميرة وتأليف يسري الجندي.
المسلسل إنتاج 1997 ويحكي عن التوأم "تهاني" و"عزيزة" ونشأتهم التي صنعت منهم شخصيتين مختلفتين تماماً رغم تشابههم في الشكل لدرجة التطابق وتأثير ذلك على كل من حولهم وتصاعد الأحداث.